# Adobe Shockwave
Adobe Shockwave (o simplement Shockwave) és un complement per a navegadors web que permet la reproducció de continguts interactius com a jocs, presentacions, aplicacions de formació, etc, anteriorment anomenat Macromedia Shockwave.

## Shockwave vs. Flash
Sovint Shockwave es confon amb el plugin de la mateixa casa Adobe Flash Player. Això es deu a una agressiva campanya publicitària llançada al final dels noranta. Shockwave va ser el primer complement desenvolupat per Macromedia (absorbida després per Adobe) i el que, relativament, ha obtingut menys èxit. En un intent per augmentar la seva presència al mercat i ajudar a promoure altres formats multimèdia, tots els reproductors de Macromedia van començar a utilitzar 'Shockwave' amb el seu nom, com en Shockwave Flash. Això va portar al fet que ambdues línies de producte es confonguessin.
Encara que Flash Player és ara mateix el més popular, el més estès, i aquell sobre el que més es desenvolupa, Shockwave manté una forta posició pel nombre d'ordinadors on està instal·lat. El motor 3D de Shockwave és encara el líder indiscutible al seu mercat, i això fa que aquest complement sigui molt popular entre un gran nombre de jugadors i de desenvolupadors de jocs en línia.
Els arxius Flash (SWF) poden ser executats per Shockwave, però no al revés. Altres característiques no incorporades pel Flash Player inclouen un motor de render molt més ràpid, juntament amb una acceleració 3D per maquinari, accés directe a nivel píxel en imatges bitmap, diferents maneres de filtrat per a composicions en capes de gràfics i suport per a diversos protocols de xarxa, inclòs Internet Relay Xat. A més a més, a través dels Xtras, els desenvolupadors poden ampliar la funcionalitat de Shockwave amb aplicacions fetes a mida.
- El reproductor Adobe Shockwave està instal·lat a un percentatge important dels navegadors. Empra fitxers amb l'extensió ".DCR" desenvolupats amb Macromedia Director
- El reproductor Adobe Flash està instal·lat a un percentatge més alt dels navegadors. Utilitza fitxers amb extensió ".SWF" desenvolupats amb Macromedia Flash, Macromedia FreeHand, Generator i altres aplicacions.